# پیش‌طرح اتاق دادگاه

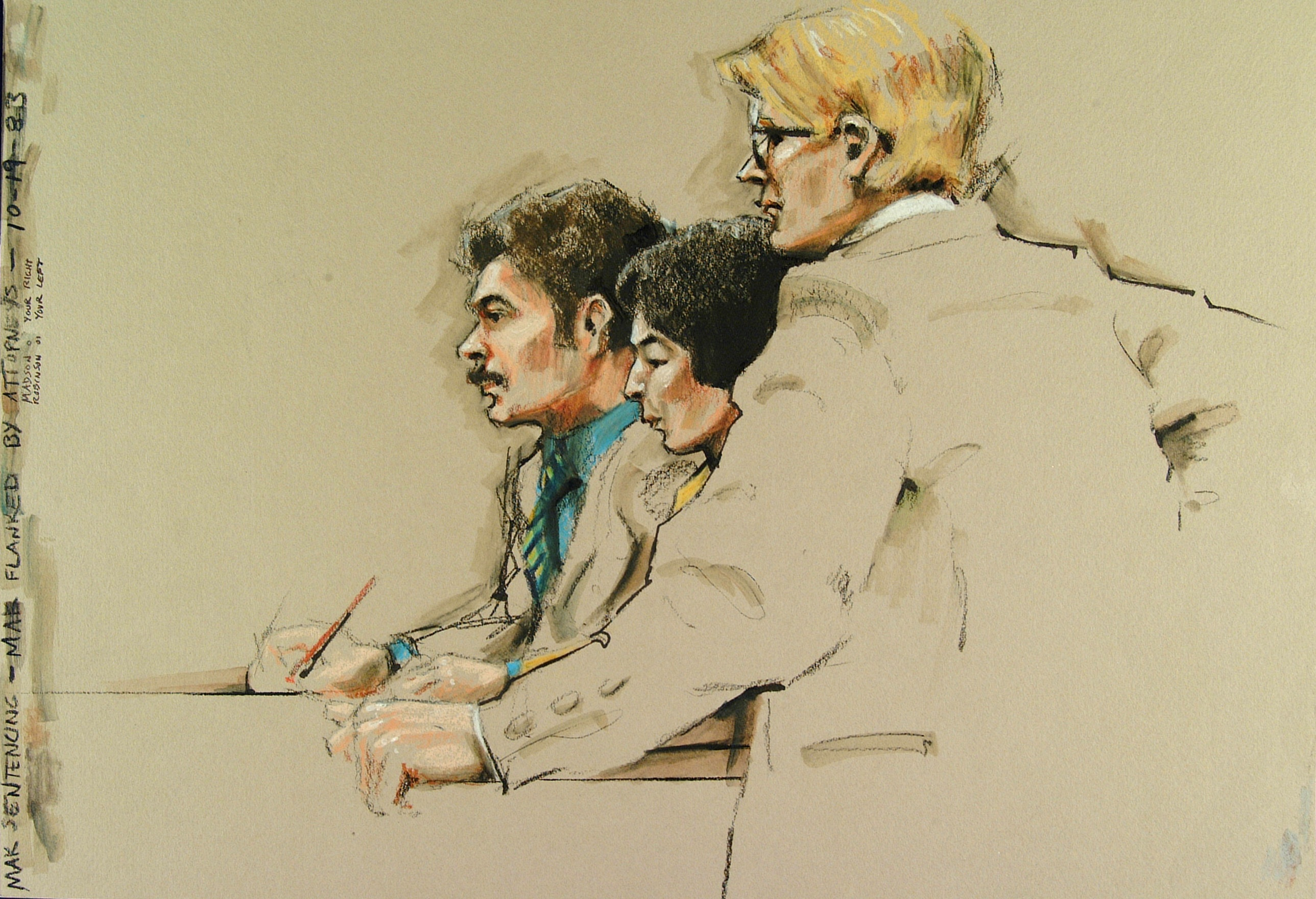
پیش طرح یک متهم.

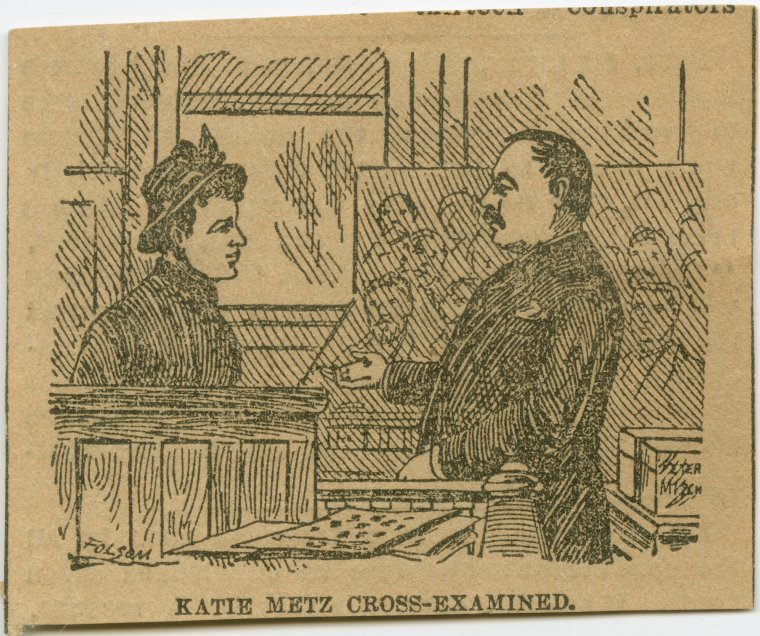
پیش طرح دادگاهی در ۱۸۸۹ منتشر شده در نیویورک تایمز.

پیش‌طرح اتاق دادگاه وصفی هنری از مذاکرات یک دادگاه است. در بسیاری از حوزه‌های قضایی، دوربین‌ها مجاز به حضور در اتاق دادگاه‌ها نیستند تا از انحراف افکار جلوگیری و محرمانگی حفظ شود. به این دلیل رسانه‌های خبری مجبورند برای تصاویر مذاکرات بر پیش‌طرح تکیه کنند.